# Adriaan van Royen
Pour les articles homonymes, voir Royen.
Adriaan (ou Adrianus) van Royen est un médecin et un botaniste néerlandais, né en 1704 et mort en 1779.

## Biographie
Il devient docteur en médecine en 1728 à Leyde avec une thèse intitulée Dissertatio botanico-medica de anatome et œconomia plantarum. Il devient professeur de botanique à l’université de Leyde en 1729. Il y dirige également le jardin botanique. Son cousin, David van Royen (1727-1799), lui succède à la chaire de botanique.
Il fait paraître :
- Oratio qua jucunda, utilis et necessaria medicinæ cultoribus commendatur doctrina botanica (1729).
- Carmen elegiacum de amoribus et connubiis plantarum (1732).
- Florae Leydensis Prodromus, exhibens plantas quae in horto academico Lugduno-Batavo aluntur (1740).
- Oratio de historia morbi, primo et perpetuo therapiæ medicæ fundamento, etc. (1743).
- Carmen seculare in natalem ducentesimum Academiae Batavae, etc. (1775).